# Фридрих I фон Хамерщайн
Фридрих I фон Хамерщайн (на немски: Friedrich I von Hammerstein; † ок. 1262) е бургграф на имперския замък Хамерщайн на река Рейн до Хамерщайн в Рейнланд-Пфалц.

## Биография
Бургграфовете на Хамерщайн живеят и управляват там до ок. 1417 г. Хамерщайн остава имперски замък, докато император Карл IV през 1374 г. преписва замъка като собственост на Курфюрство Трир.
Фридрих I фон Хамерщайн е син на бургграф Йохан I фон Хамерщайн и внук на Лудвиг III фон Хамерщайн († 1204). Потомък е на Лудвиг I фон Хамерщайн († 1120). Брат е на Арнолд фон Хамерщайн, бургграф на Райнек (* ок. 1244; † сл. 1288), женен за Гуда фон Рененберг († сл. 1268), дъщеря на Конрад фон Рененберг († 1249). Сестра му Юта фон Хамерщайн († сл. 1277) е омъжена за маршал Вилхелм III фон Хеленщайн († сл. 1256) и втори път за Вилхелм фон Елтц († сл. 1278).
Фридрих I фон Хамерщайн се жени за Лиза фон Оберщайн, дъщеря на Еберхард III фон Оберщайн и Понцета. Съпругата му е сестра на Понцета фон Оберщайн († 1311), омъжена за граф Хайнрих I фон Вирнебург († сл. 1298).

## Деца
Фридрих I фон Хамерщайн и Лиза фон Оберщайн, дъщеря на Еберхард III фон Оберщайн и Понцета имат две деца:
- Йохан II фон Хамерщайн († сл. 1307), бургграф на Хамерщайн, женен за Кунигунда фон Вилденбург († сл. 1301), дъщеря на Герхард фон Вилденбург, господар на Хелпенщайн († сл. 1276) и Алайдис фон Хелпенщайн († 23 юни 1309). Те имат две деца:
  - Герхард фон Хамерщайн († 1341), бургграф на Хамерщайн, женен пр. 1323 г. за Мехтилд фон Фолмещайн († сл. 1340)
    - Йохан III фон Хамерщайн (* ок. 1331), женен ок. 1357 г. за графиня Ирмгард фон Изенбург (* ок. 1335)
      - Вилхелм фон Хамерщайн (* ок. 1359; † ок. 1409), женен за Рикардис фон Оетгенбах († сл. 1386)
        - Ирмгард фон Хамерщайн († сл. 1419), омъжена за Вилхелм I фон Райхенщайн († сл. 1439)

  - Беатрикс фон Хамерщайн († сл. 1357), омъжена 1298 г. за бургграф Герхард IV фон Ландскрон († сл. 1370)
- Поницета фон Хамерщайн, омъжена за Йоханес фон Райнберг, трухсес фон Ринберг:
  - Лиза фон Райнберг († 1319), омъжена за Валтер V фон Кронберг († 14 февруари 1353)